# Arthon-en-Retz
Arthon-en-Retz is een plaats en voormalige in Frankrijk in het departement Loire-Atlantique in de regio Pays de la Loire.

## Geschiedenis
Op 1 januari 2016 is Arthon-en-Retz gefuseerd met de gemeente Chéméré tot de gemeente Chaumes-en-Retz. 

## Demografie
Onderstaande figuur toont het verloop van het inwonertal.